# Rezerwat Archeologiczny Genius Loci
Rezerwat Archeologiczny Genius Loci – rezerwat archeologiczny, zlokalizowany na Ostrowie Tumskim w Poznaniu, przy ul. ks. Ignacego Posadzego 3, eksponujący artefakty odkryte na terenie poznańskiego grodu, pochodzące z okresu początków państwa polskiego. Jest filią poznańskiego Muzeum Archeologicznego.

## Zakres i cele ekspozycji
Rezerwat otwarto 30 czerwca 2012. Powierzchnia terenu (przekazanego przez kurię metropolitalną) wynosi 1002 m². Sam neomodernistyczny pawilon ekspozycyjny ma 631 m². Koszt budowy wyniósł około 9,7 miliona złotych.
W pełni interaktywna wystawa, wyposażona w multimedialne kioski i projektory holograficzne, zapoznaje widzów z pierwotną zabudową Ostrowa Tumskiego z X wieku. Początek ekspozycji stanowi sala kinowa, w której wyświetlany jest film pt. "Poznań z krainy grodów" opowiadający początkach Poznania i przeprowadzanych w okolicy badaniach archeologicznych. Następnie przechodzi się do sali wyposażonej w szklaną podłogę, pod którą wyeksponowano fundamenty muru biskupa Jana Lubrańskiego. Następnym etapem zwiedzania jest przejście do głównej sali w której prezentowany jest zachowany in situ wykop archeologiczny z reliktami zewnętrznego stoku północnego pierścienia wałów grodowych z X wieku. Naprzeciwko wschodniego profilu ziemnego znajduje się gablota z zabytkami odkrytymi na terenie Ostrowa Tumskiego (katedra, plac katedralny, palatium, Zagórze) oraz Śródki (cmentarzysko i osada). Ostatnia sala ekspozycji znajduje się pięć metrów poniżej obecnego poziomu gruntu. Można w niej zobaczyć z bliska techniki wykorzystane do konstrukcji obwarowań grodu, oraz tzw. Galerię Przodków czyli pięć holograficznych portretów z rekonstrukcjami twarzy osób pochowanych na XI-wiecznym cmentarzysku na poznańskiej Śródce. Całość ma na celu zapewnić bezpośredni kontakt zwiedzających z historycznymi pamiątkami początków państwa polskiego i najstarszą zabudową grodową. Oprócz wystawy stałej obiekt posiada powierzchnie ekspozycyjne wystaw czasowych. Przy zachodniej ścianie znajduje się niewielki ogródek z ławkami.
Ulica ks. Posadzego, przy której stoi budynek rezerwatu, prowadzi po grzbiecie dawnego wału grodowego (konstrukcje rozpoczynają się około metr pod brukiem i sięgają prawie sześć metrów w głąb).
Budynek, zaprojektowany przez pracownię Toya Design, jest dostępny dla osób niepełnosprawnych. Zachodnia fasada rezerwatu wykonana z cegieł, ma za zadanie przypominać warstwy stratygraficzne. W tym celu zastosowano zmieniające się wątki. W kasie biletowej znajdującej się w przeszklonym holu budynku można zakupić pamiątki turystyczne i publikacje archeologiczne.

## Wystawy stałe

### Mury BiskupaLubrańskiego
Pierwsza sala rezerwatu prezentuje fragment pochodzących z lat 20. XVI wieku fundamentów murów obronnych. Zachowana konstrukcja została wykonana z głazów narzutowych połączonych zaprawą wapienną. Widoczne są również trzy arkady wykonane z późnogotyckiej cegły palcówki.

### Przekrój Poznania
Główny eksponat prezentowany w Rezerwacie. Oryginalny wykop archeologiczny zachowany in situ. Znajdują się w nim relikty zewnętrznego stoku wałów drewniano-ziemnych oraz negatyw murów z XVI wieku. Widoczne są dwa profile stratygraficzne. Południowy o wymiarach 7x6m ze śladami rusztów i belek, oraz wschodni mierzący 16x6m z widocznym stokiem wałów oraz negatywem przecinających profil murach ceglanych. Na dnie wykopu znajdują się relikty konstrukcji skrzyniowych wykonanych z drewna dębowego, maty plecionkowej oraz fragment ławy kamiennej wspierającej konstrukcję od zewnętrznej strony. Zachowane drewniane elementy konstrukcyjne wskutek tysiącletniego zalegania w wilgotnym gruncie uległy transformacji w czarny dąb.

### Wystawa stała zabytków z Ostrowa Tumskiego
W 2021 roku w Rezerwacie otwarta została wystawa stała prezentująca wybrane artefakty odkryte podczas wykopalisk prowadzonych na terenie Ostrowa Tumskiego oraz najbliższej okolicy od 1938 roku. Ponad 150 zabytków wyeksponowane jest w przeszklonej gablocie podzielonej na cztery sekcje:
- Zabytki pochodzące z badań na terenie Katedry, placu katedralnego, ulicy Wieżowej oraz ogrodów arcybiskupich (Zbiory Instytutu Archeologii i Etnologii PAN)
- Skarby kruszcowe znalezione w okolicy grodu poznańskiego na terenie dzisiejszego jeziora Maltańskiego (Zbiory Muzeum Archeologicznego w Poznaniu)
- Zabytki odkryte na terenie poznańskiego palatium (Zbiory Wydziału Archeologii UAM)
- Zabytki odkryte podczas wykopalisk na terenie wczesnośredniowiecznej osady i cmentarzyska na poznańskiej Śródce (Zbiory Muzeum Archeologicznego w Poznaniu, przekazane przez Pracownię Archeologiczno-Konserwatorską Henryka Klundera)

### Pokolenie 966 - świt wielkich przemian
Na dolnym poziomie Rezerwatu, ponad pięć metrów poniżej dzisiejszego poziomu bruku, znajduje się galeria czterech holograficznych portretów osób pochowanych na Śródce. Zrekonstruowane zostały twarze mężczyzny w wieku 35-40 lat, kobiety w wieku 55-60 lat, kobiety w wieku 25-30 lat oraz dziecka zmarłego w wieku 6 lat. Na każdym holograficznym portrecie można zobaczyć poszczególne etapy rekonstrukcji twarzy zaczynając od zeskanowanej czaszki, przechodząc do nałożenia hipotetycznego układu tkanki mięśniowej i skóry aż do pełnego przedstawienia wraz z ubiorem i wyposażeniem.

### Przekrój P(p)oznania

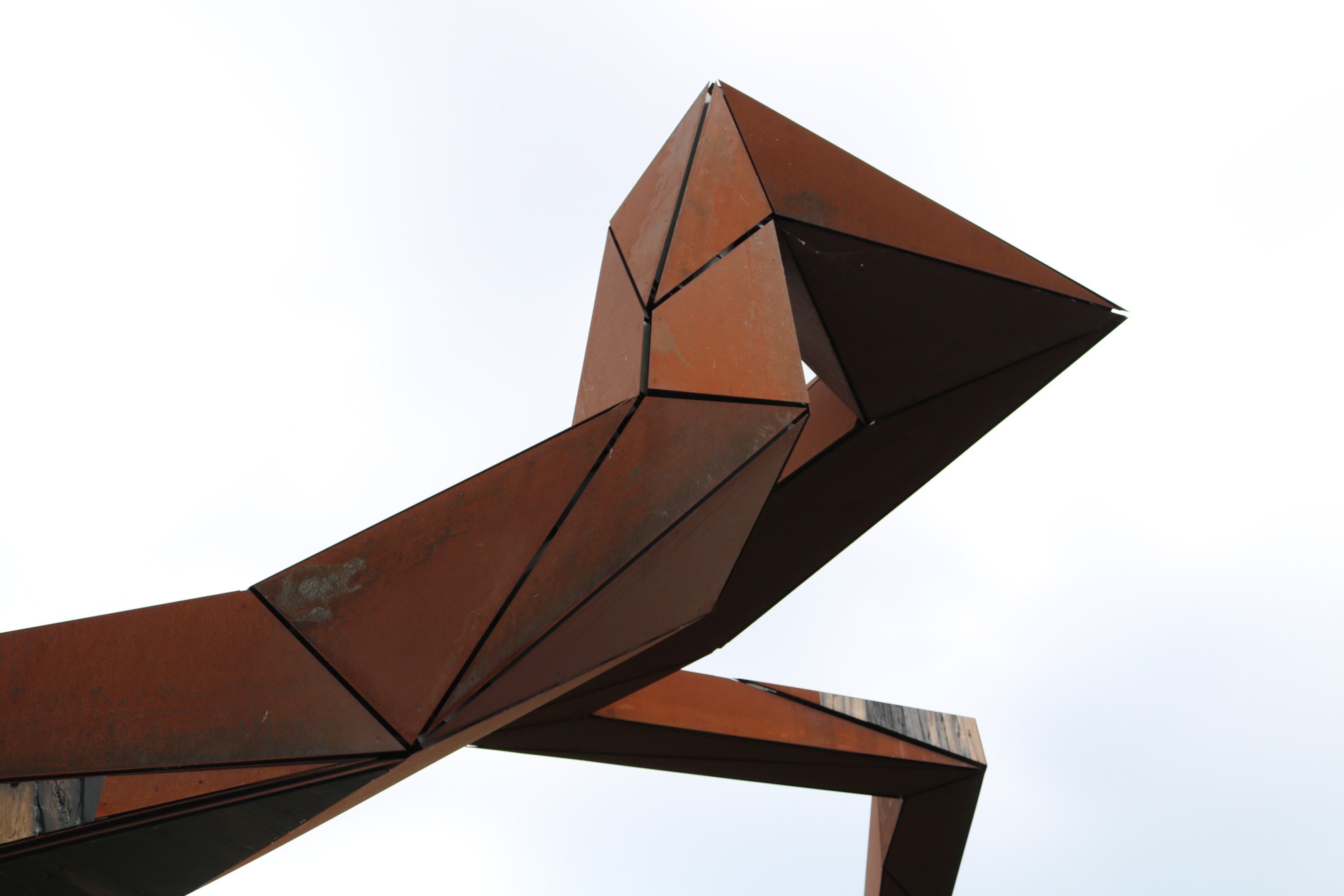
Detal rzeźby przekrój P(p)oznania

Powstała w 2018 roku rzeźba wykonana ze stali której powierzchnia ma wyglądać na zardzewiałą, z inkrustacjami z czarnego dębu. Przebiega nad ulicą Posadzego a swój początek ma w południowo-wschodnim narożniku rezerwatu. Celem rzeźby jest pokazanie przebiegu i wysokości wałów grodowych uwzględniając relikty znajdujące się ponad pięć metrów pod ziemią. Nocą instalacja jest podświetlana.